# Chiesa di San Gabriele Arcangelo in Mater Dei
La chiesa di San Gabriele Arcangelo in Mater Dei è un luogo di culto cattolico inserito in un complesso parrocchiale di concezione novecentesca che si trova a Milano in via Termopili, nei pressi del viale Monza, nel territorio del Decanato Turro. Viene progettata a partire dal 1956 dai fratelli Achille e Pier Giacomo Castiglioni su sollecitazione del Cardinale Giovanni Battista Montini, futuro papa Paolo VI, e la costruzione è ultimata nel 1959.

## Contesto

### Il piano Montini
La chiesa rientra nel piano di inserimento di nuovi complessi parrocchiali nel tessuto urbano di Giovanni Battista Montini (1955-1963), successo al Cardinale Ildefonso Schuster il 5 gennaio 1955. Il piano Montini si propone di far fronte all'esigenza di nuovi centri per le comunità alla periferia di Milano in un momento di grande sviluppo urbanistico della città nel dopoguerra. La progettazione della chiesa e del complesso parrocchiale venne affidata dall'Opera pia delle chiese e case parrocchiali povere della diocesi di Milano a Pier Giacomo ed Achille Castiglioni nel 1956.

### Il complesso parrocchiale
I due architetti Achille e Pier Giacomo Castiglioni progettano il complesso di san Gabriele Arcangelo su un'area quasi rettangolare di 3200 m² aperta lungo un lato di 47 m su via delle Termopili. Il progetto, presentato in Comune alla fine del 1956, è approvato dopo pochi mesi. I lavori di costruzione sono condotti dall'Impresa FERGAN, che completa la casa parrocchiale nel 1957 e la chiesa nel 1959.

## La chiesa
Pier Giacomo e Achille Castiglioni, che lavorano insieme dal 1944, si ispirano per la progettazione della chiesa di san Gabriele Arcangelo all'idea di costruire “una casa tra le case”, realizzando una perfetta integrazione tra architettura moderna e tessuto urbano. La semplicità e le superfici scabre di materiali e forme tipiche dell'architettura industriale diventano espressione di un ruvido senso religioso ridotto agli elementi essenziali, ispirato anche dalle riflessioni del cardinale Montini sull'architettura sacra contemporanea come derivazione ontologica della liturgia.

### Facciata

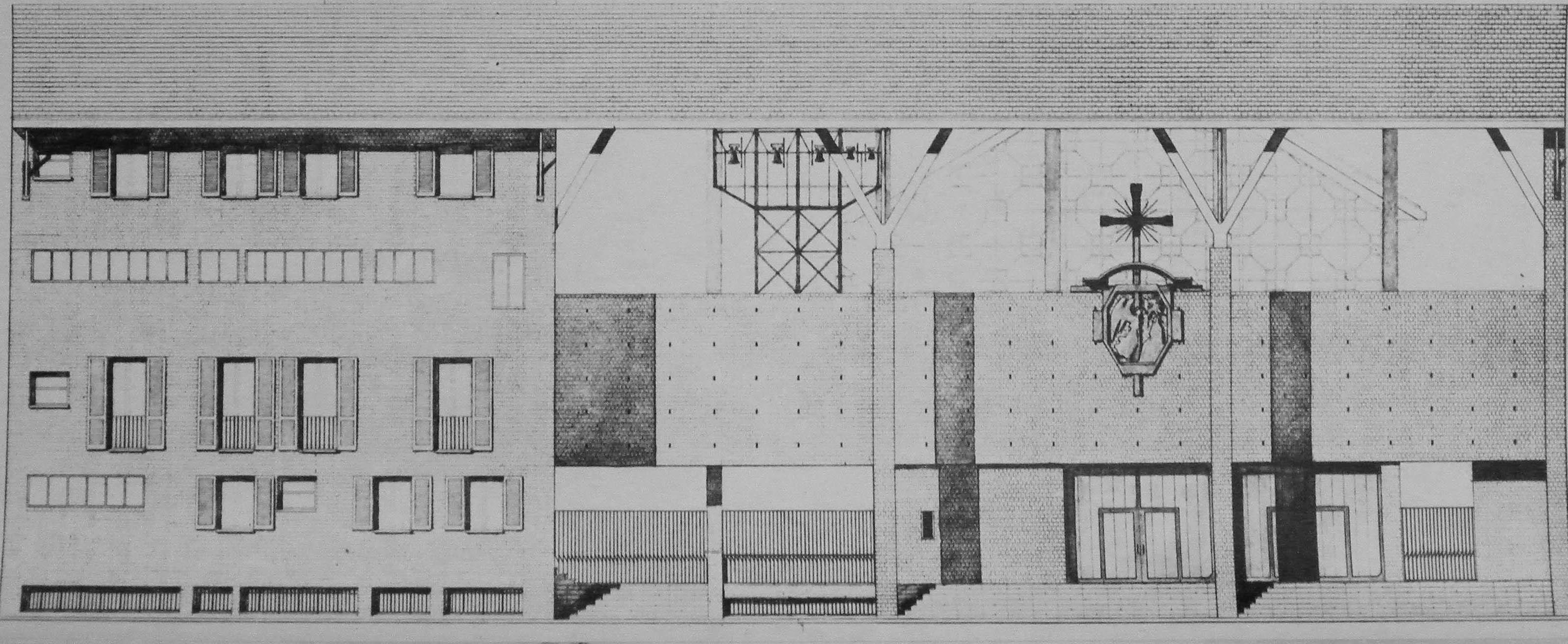
Prospetto.

I Castiglioni risolvono visivamente e strutturalmente l'allineamento degli edifici su via delle Termopili, non più larga di 15 metri, inserendo le costruzioni laterali all'interno di una grande vela che conferisce unità alla facciata, mentre due monumentali pilastri a Y sostengono e inquadrano l'ingresso. La cortina muraria della facciata termina molto al di sotto della copertura, dando all'insieme un effetto di forte orizzontalità. Questa parete ospita la croce con il bassorilievo di Severino Trinca (lastre di ferro brunito e dorato) e una serie di ganci di ferro per l'attacco di paramenti sacri. La chiesa non ha un vero e proprio sagrato, ma si inserisce come “chiesa domestica” tra le altre case, sollevata su una gradinata in beola che fa da snodo rispetto agli altri edifici del complesso. La facciata è completata, in corrispondenza del timpano, da uno spazio vuoto che contribuisce ad aumentare l'illuminazione della vetrata del presbiterio.

### Interno

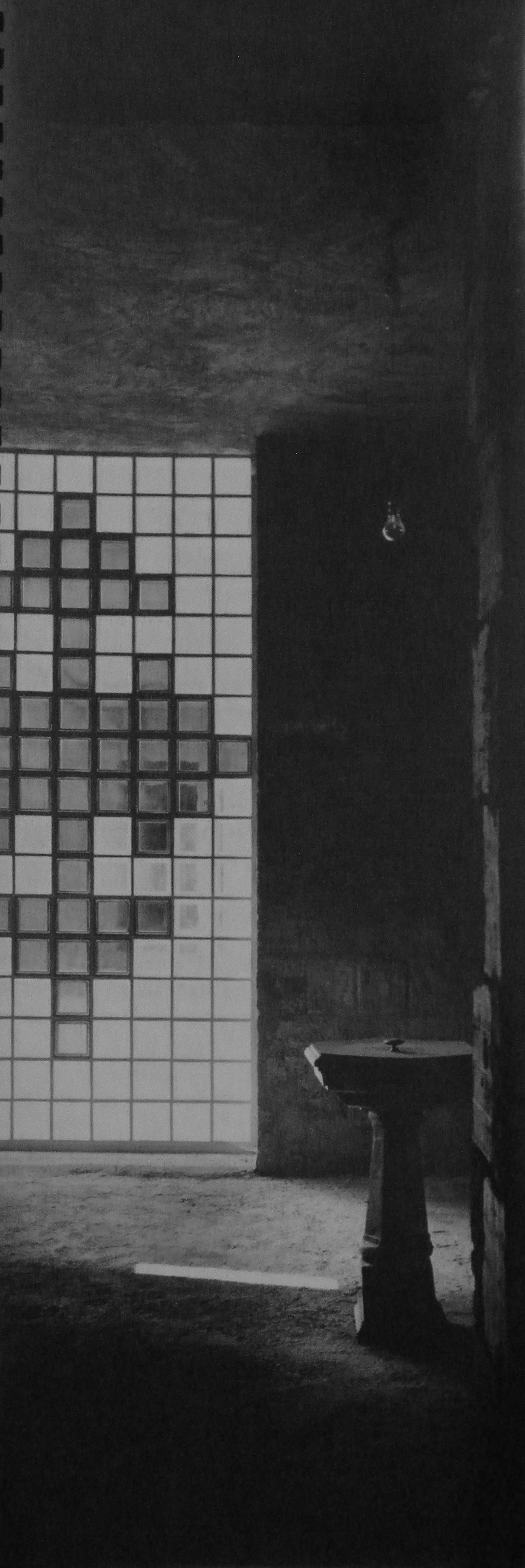
Il battistero.

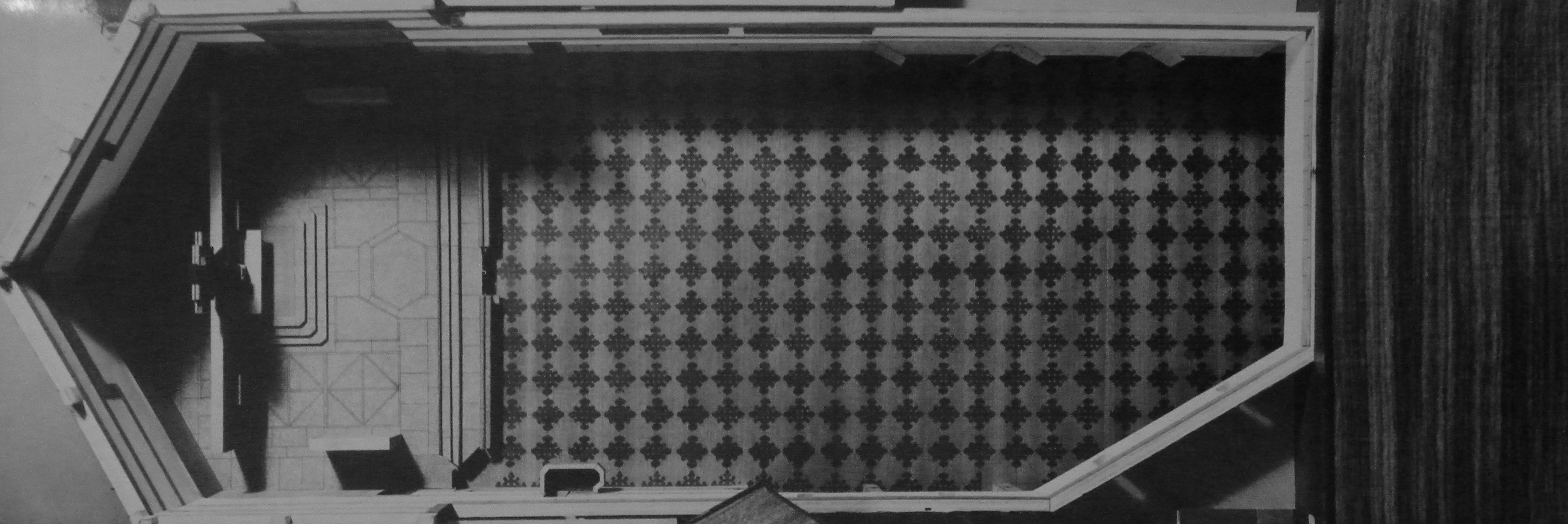
L'interno della chiesa dove è ben visibile la vecchia pavimentazione

La chiesa è a una sola navata, disposta perpendicolarmente alla strada e alta 7,5 m circa, scandita da travature in cemento armato – che portano la soletta piana di copertura – rette da 14 pilastri coincidenti con le stazioni della Via Crucis. Una cappella con il Cristo crocifisso si apre a metà della navata, allungando verso il giardino. A lato del presbiterio vi sono piccoli locali per la sacrestia, l'archivio, e la salita al matroneo. La ricerca sugli effetti luminosi è determinante nella concezione dello spazio interno: le diverse solette di copertura - piana sulla navata, a spiovente nell'atrio e a doppio spiovente nel presbiterio - permettono di graduare l'illuminazione dall'ingresso in penombra al presbiterio illuminato dalla vetrata ricavata nel timpano. Ricavato a fianco dell'ingresso principale, il Battistero è illuminato da una parete in vetrocemento, con un disegno geometrico a croce in blocchetti rosso fuoco, visibile dal porticato mediante una feritoia con spalle in beola. Le pareti del presbiterio, della navata e dell'abside alternano fasce e zoccolature in trachite a zone intonacate; sempre in trachite sono le pareti isolate che inquadrano il presbiterio. All'interno lo spazio del presbiterio sopraelevato è circoscritto dalle quinte murarie che ordinano scenograficamente gli oggetti del culto, trasformando la zona presbiteriale in un palcoscenico. Pier Giacomo e Achille Castiglioni prestano molta cura nella scelta dei materiali - marmo bardiglio nuvolato, con intarsi di marmo bianco, nero del Belgio e rosso Collemandina - e al loro originale accostamento con effetti compositivi e coloristici di grande impatto.
Il disegno degli arredi sacri, dalle panche ai confessionali, è realizzato da Pier Giacomo e Achille Castiglioni, che concepiscono la chiesa anche come tema di design d’interni.

#### La sostituzione della pavimentazione nel 2000
Problemi di risalita dell'umidità e la necessità di adeguare gli impianti sono alla base della rimozione nel 2000 dell'originaria pavimentazione della navata, composizione grafica di piastrelle di litoceramica rossa, sostituite da marmi in lastre.

### Esterno

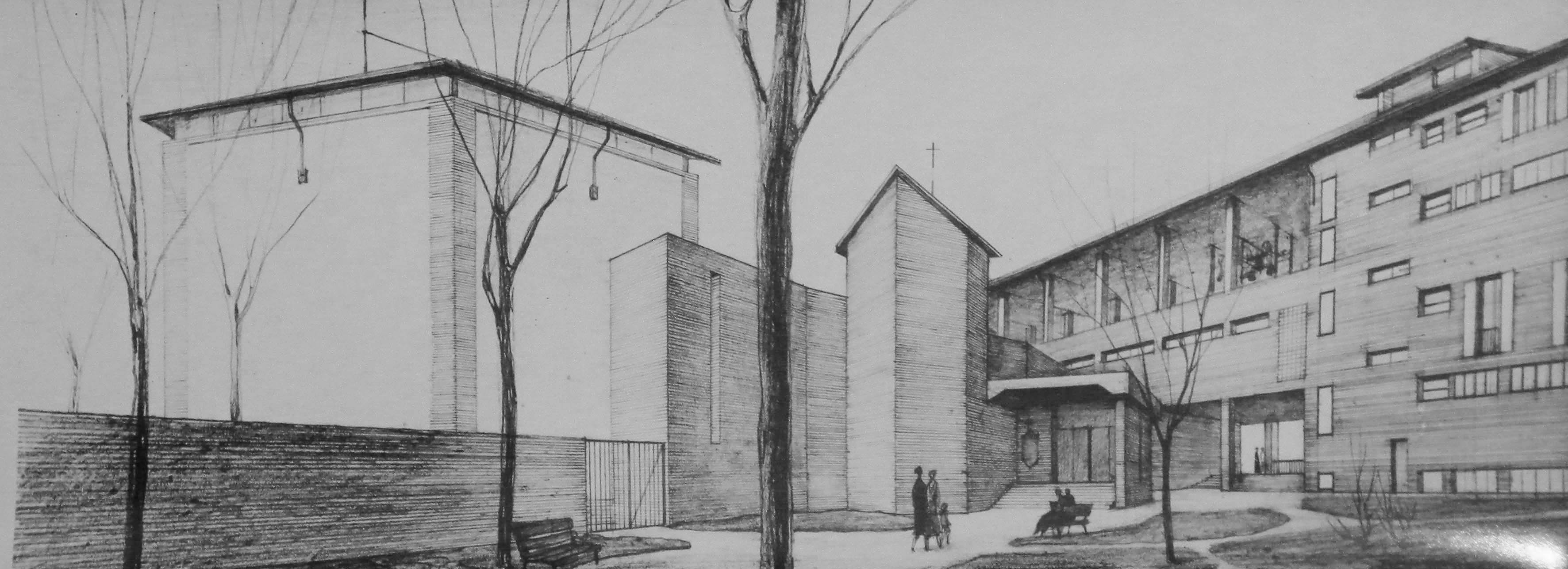
Rappresentazione grafica degli esterni dell'edificio.

L'esterno della chiesa affacciato sul cortile interno doveva essere rivestito in cotto secondo il progetto originale, ma l'edificio è rimasto con la veste dell'intonaco al rustico predisposto alla posa del cotto ceramico di colore rosso fino al 2005, quando si è proceduto alla stesura di una base per la successiva tinteggiatura, sempre in colore rosso mattone.
Le aperture del fabbricato delle opere parrocchiali rispondono alle destinazioni interne (i serramenti di ferro a filo muro per le aule e i servizi, quelli in legno arretrati e con imposte per i locali di abitazione), articolando i diversi spazi: la portineria e i locali per l'assistenza caritativa, al primo piano l'abitazione del parroco e le sale di ritrovo, al secondo piano le sale di riunione per le associazioni, al terzo le sale di dottrina.